# Anton Mätzler
Anton Mätzler (* 25. Juli 1780 in Andelsbuch, Vorarlberg; † 30. Juni 1857 in Augsburg) war ein römisch-katholischer Theologe und Schriftsteller.

## Leben
Anton Mätzler wurde als Sohn des Andelsbucher Schlossers Anton Mätzler und seiner Gattin Maria Meusburger geboren. Mätzler war ein Vetter von Joseph Lipburger, Prior des Klosters Buxheim und der Kartause Ittingen.

## Studium / Tätigkeit
Mätzler studierte katholische Theologie in Innsbruck, Linz, Freiburg im Breisgau, sowie zuletzt Meersburg. Im Jahr 1802 wurde er zum Priester geweiht. Mätzler wurde nun Seelsorger in Grossdorf und Langenegg. Da er dort durch seine pädagogischen Fähigkeiten auffiel, wurde er 1807, im Alter von erst 27 Jahren, zum Distriktschulinspektor ernannt. 1810 wurde er als Pfarrer nach Opfenbach versetzt. Später wurde er in die Kammer der Abgeordneten, die zweite Kammer der bayerischen Ständeversammlung, gewählt. Mätzler wurde 1821 Dekan des Landkapitels Weiler. 1835 erfolgte seine Ernennung zum Domkapitular in Augsburg, sowie zum Geistlichen Rat. 1841 wurde Mätzler schließlich Generalvikar. Als solcher besaß er das besondere Vertrauen von Peter von Richarz, dem Bischof von Augsburg.
Mätzler betätigte sich auch schriftstellerisch und verfasste neben Predigten zahlreiche Erbauungsbücher.

## Werke
Anton Mätzler hat zahlreiche Schriften verfasst (Auswahl):
- Belehrung über das Einimpfen von Kuhpocken (1805);
- Buß- und Kommunionsunterricht (1807, mehrfach wieder aufgelegt);
- Auf das Fest des Hl. Bischofs Nikolaus (1810);
- Auf das Priesterjubiläum des H. H. Johann Georg Popele (1811);
- Lebensgeschichte des Heiligen Gebhard (1813);
- Hl. Elisabeth (1813);
- Reime, Denksprüche und Sprichwörter über die christliche Glaubens- und Sittenlehre (1815);
- Geschichte der christ-katholischen Kirche in 4 Teilen (1819–1826);
- Hl. Maria Magdalena (1830);
- Hl. Benedikt (1831);
- Hl. Franziskus von Assisi (1831);
- Hl. Antonius von Padua (1831);
- Lebensbeschreibung heiliger Handwerker (1831);
- Knospen und Früchte mehren Tugend und Frömmigkeit in 6 Teilen (1831/1834, mehrere Auflagen);
- Legenden der heiligen auf alle Tage des Jahres, 2 Bände (1840/42);
- Erklärung der Gebete und Ceremonien bei der Ausspendung der hl. Sakramente (1843).